# ジャングルTV 〜タモリの法則〜
『ジャングルTV 〜タモリの法則〜』（ジャングルテレビ 〜タモリのほうそく〜、英称：JUNGLE TV）は、毎日放送（MBS）とイーストの共同製作により、TBS系列で1994年4月12日から2002年9月17日まで毎週火曜日の22:00 - 22:54（JST）に放送されていたバラエティ番組。司会を務めるタモリの冠番組。通称は『ジャングルTV』。新聞のテレビ欄には「ジャングルクッキング」のコーナーが開始した1995年頃から『タモリのジャングルTV』と表記されていた。ステレオ放送、文字多重放送が実施されていた。

## 概要
放送開始初期は、タモリをメイン司会とした、関根勤、ナインティナイン（岡村隆史・矢部浩之）、伊集院光らによるコント主体の番組であった。放送開始当初の番組の目論見としては、当時すでに、帯・バラエティ番組『森田一義アワー 笑っていいとも!』（フジテレビ系列）、深夜バラエティ番組『タモリ倶楽部』（テレビ朝日系列）、『ミュージックステーション』（テレビ朝日系列）などでメイン司会者の地位を確立していたタモリに、かつての芸人色を出してもらうべく構成された番組であり、どちらかと言えば同じくタモリがメイン司会をしていた、トークバラエティ番組『今夜は最高!』（日本テレビ系列）を彷彿とさせるような歌とコントを融合した笑いを提供していた。
第1回は、「森田家の人々」「古今東西ブラザーズバンド」「占いの館」「江戸サリバンショー」「タモリの街角観察学」の5つのコーナーが放送された。この初回ゲストはタモリの街角観察学のコーナーに出演した小堺一機と清水ミチコの2人だった。
だが、初回視聴率が8.4%と低迷し、間もなく路線変更。伊集院に代わって渡辺満里奈がレギュラーとなり、上記コーナーも「古今東西ブラザーズバンド」以外は1994年の夏頃に廃止され、タモリが得意とする料理コーナーや雑学企画を多く取り扱う番組へと変貌していった。
週替わりゲストとして、タレントは勿論、お笑い芸人・俳優・女優・作家・作詞家・作曲家・小説家・ミュージシャン・演歌歌手・フリーアナウンサー・政治家・スポーツ選手といった多彩な分野の人物が二組程度出演していた。
主な企画・コーナーとしては、「ジャングルクッキング（料理コーナー）」「ジャングルハンマー（ゲーム仕立てのチャレンジ企画）」「食べ歩き」「オールロケ企画」その他に「単発企画」「スペシャル企画」などもあった。
他には、レギュラーメンバーとは別に様々な分野のゲストを週代わりに2組以上呼ぶなど、TBS・MBS系列の1990年代後半の大人気番組に成長した。その後、番組のマンネリ化はあったものの、コーナーを入れ替えながらも番組は続いた。作ったコーナー数の合計は95コーナー。登場ゲスト総数は469人。放送期間8年半は、火曜22時枠で全国放送されたTBS系バラエティ番組としては最長記録である。この記録は20年半たった今でも更新されていない（『世界バリバリ★バリュー』は5年、『タモリのグッジョブ!胸張ってこの仕事』と『100秒博士アカデミー』は半年、それ以降はドラマですべて3か月（『私の家政夫ナギサさん』は2か月、『おカネの切れ目が恋のはじまり』は1か月）。
オープニングのタイトルコールは「ジャングルTV」はタモリが担当し、「〜タモリの法則〜」は関根、ナインティナイン、女性メンバーらが担当していた。ただし、一時期は前時間帯番組終了後の番宣CMだけでこのタイトルコールを使用し、オープニングはタモリを模したサングラスをした鳥の番組イメージキャラクターが「アー」と鳴いてロゴが表示されるという時もあった。ちなみにその「アー」の声の主はもちろんタモリである。
番組タイトルロゴ名表記の色は、
『ジャングルTV タモリの法則』であった。

## 出演者

### 司会
- タモリ[1][2]

### レギュラー
- 関根勤 - ゴンザレス・セキーネ
- ナインティナイン
  - 岡村隆史 - ガリバー・オカムーラ
  - 矢部浩之 - ロドリゲス・ヤベー

ナインティナインの2人は当初、「占いの館」のみの1コーナー出演者であり、1994年6月から、タモリ・関根と並ぶメイン出演者に昇格した。

### 歴代レギュラー
- 伊集院光 - 市川ブタエモン → ホセ・イジューイン（1994年4月〜6月）
- ひさうちみちお（KISSの法則コーナーのみ）
- 渡辺満里奈（1994年7月〜1997年9月）
- 新山千春（1997年10月〜2000年9月）
- 佐藤仁美（2000年10月〜2002年3月）
- 小池栄子（2002年4月〜最終回）

### 準レギュラー
- 渡辺正行（関根が舞台の都合で休みの時に代理で出演）
- COWCOW（山田與志・多田健二）（後期準レギュラー、「緊急記者会見」での記者役としてエキストラ程度の出演や、「ジャングルクッキング」などで活躍）
- 梶原しげる
- 石田敦子（毎日放送アナウンサー・現:東京支社テレビ編成部）
- 松井愛（毎日放送アナウンサー）

### ナレーション
- 木村匡也（初期クレジットは「Kyoya」）
- 大森章督
- デイブ・フロム
- 徳弘夏生
- 荒川美奈子
- 櫻庭裕士
- 菅原正志
- 梶原しげる
- 中田譲治
- 佐藤政道
- ウォード・セクストン

### バックバンド
以下は「古今東西ブラザーズバンド」「ジャングルハンマー」の両コーナーで活躍していた。
- バナナギャングス（初代）
- 三沢泉（初代）
- SWITCH（2代目）
- A-Salsa（アレンジャー小田敏文をリーダーとするサルサバンド。出演した時期のオープニングタイトルなど各テーマは彼の作編曲による。）
- The Thrill
- ビンゴボンゴ（ユースケ・サンタマリアが所属していたバンド）

## 主なコーナー・企画
森田家の人々
第1回から第3回まで放送された、初期のコントコーナー。
タモリ・関根勤・伊集院光・ゲスト1組が扮する森田家の様子を描く。
前述のとおり、ナインティナイン（岡村隆史・矢部浩之）はまだ「占いの館」のみの出演だったため出演していない。
第1回より放送、1994年5月終了。
タモリの街角観察学
進行役はタモリが担当。このコーナーがゲストが登場する最初のコーナーとなり、先述のとおり、小堺一機と清水ミチコが第1回のゲストだった。
YANAGIYA V & Mr.Noise
1994年5月のみ放送。放送回数3回。
進行役はタモリが担当。
タモリ・関根の状況劇場
タモリと関根の2人きりのコントコーナー。
2人は鶴の衣装を身に纏い戦う企画があった。
占いの館
ナインティナインが初出演したレギュラーコーナー。番組開始当初はナインティナインはこのコーナーのみの出演。
タモリがノストラダムスのパロディである"世紀の予言者・ノストラタモス"に扮し、ゲストの素顔を明らかにするコーナー。黒い信者服姿のナイナイの2人はノストラタモスのアシスタントであり、ほとんど言葉は発していなかった（またはタモリがメインのため、カット）。
タモリは、自身が1990年7月に起こしたヨットの柱に額をぶつける事故以来、髪型をディップで固めて7:3分けだったのをオールバックに変えているが、このコーナーでは以前のような7:3分けで出演していた。
第1回より放送、1994年5月終了。
江戸サリバンショウ
初期に行われていた、『エド・サリヴァン・ショー』のパロディ企画。
タモリが進行役として"江戸サリバン"に扮する。冒頭ではサリバンがアメリカンジョークを言うが、かえって白けてしまい「日本人難しい」と呟いた後、世界各地の大道芸人を呼んで芸を披露してもらう。
サリバンはハナモゲラ語を使用して芸人と「会話」する。
初期は複数組の芸人が登場していたが、末期は一組の芸人しか登場しなかった。また末期には関根も登場した。
第1回より放送、1994年6月終了。放送回数8回。
クイズ!おなじ穴のムジナ
前半コーナー。何か共通点のある特技を持つ一般視聴者3人を招き、クイズ形式でその特技を披露してもらう。
進行役はナインティナインが担当。
古今東西ブラザーズバンド（CO-CON TOZAI Bros. BAND）
音楽に乗って、進行役のタモリが指名し、出演者全員が順番にテーマにそったエピソードを披露する。
初期はこのコーナーでのキャラクター名が出演者についていた（ゴンザレス・セキーネ（関根）、市川ブタエモン（伊集院）、ドドリゲス・ヤベ（矢部）、ガリバー・オカムラ（岡村）など）が、伊集院が渡辺と交代してからは廃止された。
コーナーの最後には出演者を紹介した後、関根が「司会はミスター・タモリ」と言ってタモリを紹介し、それに応えてタモリが踊りコーナーを締めくくった。
上記のような流れのため、次第にこのコーナーが番組のエンディングをかざるようになった。
第1回より放送、1996年9月終了。
ジャングルハンマー JUNGLE HAMMER
後半コーナー。毎週、レギュラー出演者5人（タモリ・関根・ナインティナイン・渡辺満里奈）、ゲスト出演者が交代でハンマーゴングを叩き、的が示した項目を実行する。
人気コーナーの一つであり、一時期は「ジャングルクッキング」と並ぶ番組のメインコーナーだった。
レギュラー出演者5人が毎週着用していたジャージの色は、タモリ（■）・関根（■）・岡村（■）・矢部（■）・渡辺（■）であった。
項目の内容は「ゲストにおまかせ」「賞金10万円」「今日のレッスン（ダンスなど）」「デコピンマン」「物真似」「ジャングルハンカチ」「静電気ビリビリマシン」「ジャングルマッサージ」などがあった。
「デコピンマン」に当たった場合は、ペプシコーラのCMに登場していた"ペプシマン"によく似たキャラクターである"デコピンマン"が登場し、罰を執行していた。さらに、タモリがデコピンマンを模した"チンコピンマン"なるキャラクターを名乗り、演奏を間違えたバッグバンドや、NGを出したデコピンマンなどに対して、股間にデコピンをしたこともあった。
「ジャングルマッサージ」は、日本一痛い足裏マッサージとして知られた「ドクターフット」の院長鈴木雅喜氏が毎週出演していた。
「ジャングルハンカチ」は2人で行うゲームで、1人は片手で手のひらを上にしてハンカチを持ち、その手を握ったり開いたりして相手を誘い、もう1人が相手の隙を見てハンカチを奪うというものであった。岡村とタモリが対戦し、岡村が勝てば「翌週に岡村の黄色ジャージとタモリの赤ジャージを交換」、タモリが勝てば「翌週の放送は岡村は番組全編で水着姿で出演」という勝負を行ったこともあった。結果、タモリが勝ち、翌週放送分では岡村は水着姿で出演した。
「ジャングルハンマー」が盛り上がりすぎ収録時間が大幅に延び深夜に至ったため、収録中徐々に観客を帰しスタッフが替わりに客席に座っていたことがあった。
「ジャングルハンマー」で、岡村が賞金10万円の項目に見事止めるも、賞金を自ら辞退して打ち直したこともあった。
1996年10月開始、1998年9月終了。
進行役は矢部浩之が担当。
どっちがおジョーズ!?
ジャングル奉仕隊
スペシャル放送時によく行われた企画。
レギュラー出演者が、引越し、リフォームなど、ある芸能人の役に立つために活動する。
丹波哲郎のために犬小屋を作ったこともある。
だが、相手がお笑い芸人（ナインティナインの場合もある）の場合、過剰なリフォームをして大きなお世話になったり、結果として嫌がらせになるお約束的展開も多かった。
炎の料理人伝説 ジャングルクッキング JUNGLE COOKING（THE RELAY COOK'N SHOW）
料理の天才 → 料理の帝王：タモリ、料理の凡人 → 料理の芸術家：関根勤、料理の新人 → 料理の新星：ナインティナインが、ゲストとともに料理に挑戦する。
進行役は渡辺満里奈。渡辺降板後は矢部浩之が担当。
「お手本VTR」（料理解説と実演：江上佳奈美）を参考に、テーマ料理の完成を目指す。初回のテーマ料理はオムライスであった。
料理作成の工程は3〜4つほどに分かれており、「今日の料理の運命を決める クッキングホイール（COOKING WHEEL）」と呼ばれるルーレットで、各工程の担当者を決定する。1998年4月に矢部が進行役になった際にはクッキングホイールが廃止され、代わりに象のキャラクター（パオくん）が出てきてフライパンを裏返して後ろに描かれているレギュラーまたはゲストの似顔絵でその工程の担当者を決定していた。一時期、「レシピダンサーズ」が各工程の担当者を発表していたこともあった。
ほとんどの回で1回はゲストが担当者に当たっていた。つまり、レギュラーは一度も担当がまわらないことも多い。
特に明石家さんまがゲストの回（この時の料理は「さんま定食」）は4工程全て彼に当たり、文句を垂らしながら料理を作った（クッキングホイールが全てさんまの所で止まるという珍事が発生し、さんまは驚きの余りにセットの電飾の一部を消した）。所ジョージがゲストの回では、メンバー全員で焼きそばパンを作ったが、所がまだ火が通っていない生麺をパンに挟む悪戯を行い、それを関根が誤って食べてしまうハプニングが起きた。
実際には担当者がメインで調理するということであり、調理自体は全員参加していた。「生簀から魚をすくいその場で捌く」「アンコウの吊し切り」などのダイナミックな演出もあった。
料理好きのタモリは時に真剣に、時に嬉々として調理を行い、たまに余った食材でオリジナル料理を作り、皆に振舞っていた。この時にタモリ専用七輪が登場することもあった。
ふぐを食材として使用した回では、ふぐを捌くには専用の免許が必要な為、その部分のみを免許を持っている調理人が処理を行い、さらにスタジオが位置するのが東京都であるため、都条例で認可調理場以外で処理されたふぐは食べることが禁止されている事から、事前に認可調理場で処理されたふぐに差し替えて以後の調理を行った。
酒好きのゲストの回ではゲストの好きな酒が用意され、それを飲みながら調理することもあった。江守徹の回では江守がワインを飲み続けたため、酔っぱらった江守が調理の手順を無視して自分のやり方で調理したり、山田花子の回では山田が酔ってしまい、クッキングホイールを回したときに山田が前に倒れて、回転中のホイールのバーが彼女の頭に当たってしまったことがあった。
調理が終わると全員で試食に入り、試食の前にお手本もオープンされ、完成品とお手本を食べ比べた。ある回ではお手本を食べたらお手本が不味かったこともあった。
試食のときは客席から「食べたーい！」との叫び声が出た。
1994年7月スタート、1999年10月12日終了。
帰ってきたジャングルクッキング
かつて放送していた「ジャングルクッキング」の復活版。初期に近いテイストで放送され、「クッキングホイール」も復活した。
進行役は矢部浩之が担当。
ジャングルクッキング真剣対決!!（マジバトル）
クッキング隊（レギュラー出演者のタモリ・関根・岡村・佐藤仁美、およびゲスト）と本物の料理人による対決。
クッキング隊はお題の料理をレシピ通りに、料理人はその料理をアレンジした新感覚の料理を作る。
審査員のひいき目もあったが、関根や岡村の技術も番組当初からは上達しており（佐藤が以前の岡村のポジションに当たる）、クッキング隊は料理人と引けを取らない勝負を演じていた。
進行役は矢部浩之が担当。
ジャングル料理番付
芸能界の料理自慢が、キュウリの早切りや魚の三枚卸しの技術などで腕を競い、番付を決定する。
進行役は矢部浩之が担当。
ジャングルグルメ 〜美食の法則〜
名店の料理を堪能するコーナー。ただし、料理に関したクイズに正解しないと、おあずけになる。
進行役はタモリが担当。
ジャングルグリル
進行役は矢部浩之が担当。
うちの子に限って 〜誘惑の法則〜
進行役はタモリが担当。
ジャングルジーマンショー
クイズ!おなじ穴のムジナに代わってスタートした前半コーナー
毎週3名の視聴者がエレベーターのようなものに乗って登場する。
出場者の特技や自慢を紹介するVTRを見た後、その特技（自慢）を実際にスタジオで披露する。
タモリ・関根とゲストらが判定し、出場者はそれぞれが判定した金額（5万円、3万円、1万円、交通費のみ）の合計を獲得する。全員が5万円の満点なら20万円獲得。
なお、2度ほど全員交通費というのがあった。
進行役はナインティナインが担当。
緊急記者会見
その週のゲスト2組の宣伝・告知をメインにしたトークを、レギュラー出演者（関根・ナインティナイン・小池栄子）をマスコミ記者に見立てた記者会見形式で行う。進行役のタモリはゲストの「敏腕マネージャー」を務める。
宣伝後、関根らがゲストに対して様々な質問を行う。
関根やナインティナインがマニアックな雑誌名（「週刊盆のくぼ」など）の記者を名乗るのが恒例だった。関根が考えた雑誌名を小池に言わせることもあった。
番組末期の2000年ごろスタート。
2001年に当時民主党議員だった大橋巨泉がゲスト出演した際に、レギュラーだった佐藤仁美からの質問にて「大橋さんの若い頃のお写真です。夫婦円満の秘訣を教えて下さい」の問いに「君、質問下手だね。でもかわいいから許すよ。ジュディ(ジュディ・オング)の若い頃にそっくりだから」という一面があった。その後のコーナーでも佐藤の事を終始「おねえちゃん」と呼んでいた。
変身!歌謡ショー
進行役の岡村隆史が提示するテーマに沿って、ある曲の歌詞をリメイクする。要は替え歌の作成である。
ただし、曲のタイトル・歌手は知らされず、各フレーズの文字数のみが発表される。出演者は自分が担当するフレーズのみリメイクする。
最後に、原曲の歌手が登場し、リメイクされた歌詞で歌う。
1999年春頃に放送された「変身!歌謡ショー」では、週ゲストの野村沙知代とコーナーゲスト南こうせつが、タモリ・関根と共に矢部（岡村の代役進行）を無視し即興で歌を歌うハプニングがあり、タモリは（当番組がTBS系列で放送していることや、タモリがテレビ朝日系列の「ミュージックステーション」の司会を務めているにもかかわらず）「次は『ポップジャム』だ」と、他局（NHK）の番組名を口走ってしまった。
1998年10月開始、1999年9月終了。
巷の法則
巷にあるとされている法則を検証するVTR企画。
進行役は石田敦子が担当。
このコーナーにのみコメンテーターとしてひさうちみちおが出演。
KISSの法則
進行役は梶原しげるが担当。
J5チャレンジ一発勝負
レギュラー出演者5人（タモリ・関根・ナインティナイン・佐藤仁美）がJ5（ジェーファイブ）と名乗り、剣玉や吹き矢、楽器演奏などの週ごとの課題に挑む。
楽屋で練習時間が与えられた後、1人ずつ舞台に登場し一発勝負で挑戦する。
課題によっては後の挑戦者になるほど難易度が上がることもあった。
5人全員が成功すればクリアとなり、チアリーダーが登場し祝福のパフォーマンスを披露した。
3週連続クリアで温泉旅行獲得となるが、1度も達成されなかった。
挑戦前には岡村がリーダーとなり、舞台袖で皆に「ジェーファイブ!」と唱和させるなどの気合入れの儀式を行っていた。
フェロモンの壺
男性レギュラー陣（タモリ・関根・ナインティナイン）と男性ゲストに、あるシチュエーションでどういう行動をとるか質問し、女性観客の投票で優劣を競う。
進行役はタモリが担当。
ジャングルカジノ
レギュラー出演者とゲストがギャンブラーとなり、独自の通貨「タモリン」を使った賭け形式のクイズを行う。
問題は値段当て、レースの結果当てなどがあり、4つの選択肢から最も高いものや優勝するものを当てる形式だった。
進行役はタモリが担当。
激安レストラン岡村亭
岡村隆史が料理店「岡村亭」のオーナーという役で進行役を担当。
視聴者やゲストが激安な材料費で出来る料理を作り、優勝者を決定する。
チャー1（ワン）グランプリ
芸能界一おいしいチャーハンを作るのは誰かを決定するトーナメント戦。
大竹まこととの決勝を制したタモリが優勝した。
進行役は矢部浩之が担当。
ジャングル便利隊
様々な有名人の自宅をレギュラー出演者5人（タモリ・関根勤・ナインティナイン・女性レギュラー）が訪れ、お掃除やイタズラ等を行う企画。
番組開始当初の企画「ジャングル奉仕隊」のリニューアル版と言える。
進行役は矢部浩之が担当。
彼と彼女とお父さん（彼女と彼とお母さん）
進行役はタモリ、新山千春が担当。
交際中のカップルと彼女の父親（または彼氏の母親）を招き、エピソードを語ってもらう。
ジャングルキング
タングラム、マッチパズル、一筆書きなどのパズルにタモリ、関根、矢部、岡村が挑戦する。
もっとも早くクリアするとキングになり、バッジをもらえる。
コーナー冒頭では各メンバーがバッジを見せるが、矢部だけリボンのようなものを付けておりバッジがなかった。
進行役は矢部浩之が担当。
3択ドッカーン!!
3択のアンケート問題を出題し、出演者が自分にあてはまるものを選ぶ。
選んだ答えが誰とも被らなければ負け。
コーナー終了後に、大橋巨泉がゲストの放送回で1度だけ復活した。
進行役は矢部浩之が担当。
茶筒でスッポン!
解答者は囚人服のような衣装を着て軍手をはめる。
出題者からお題が出され、お題に合っている言葉が読み上げられたら、解答者はテーブルに置いてある茶筒（解答者の数より1本少ない）を取り合う。
進行役は矢部浩之が担当。
ゲートでズッポシ!
進行役は矢部浩之が担当。
投稿!メディアシティー
視聴者から投稿された珍しい瞬間を撮影したビデオ50本の中から、レギュラー陣が1本を選び、その内容に関して点数をつけるという企画。
コーナータイトルの由来は、番組の収録が行われている東京メディアシティをもじったもの。
しかし、実際はビデオはスタッフが用意したものが大半だったり、レギュラー陣が「じゃぁ3番のテープをお願いします」と言うと、タモリが「分かりました。では6番、いってみましょう!」と違う番号を返していたことから、明らかにタイトルだけで50本も用意していないことがみえみえであった。
また、その内容に関しても「オナラで火をつける」や「英語を話すデーブ・スペクター」など、奇抜な内容が多く、全体的にグダグダ感が漂い、まるでタモリ自身が司会を務める『タモリ倶楽部』（テレビ朝日系列）のような雰囲気のコーナーであった。
見たゾ!聞いたゾ!大賞
進行役はタモリが担当。
クイズ!ベストカップル
毎回、ゲストの意外な一面をタモリ、関根、岡村のレギュラーメンバーが当てるクイズコーナー。
進行役は矢部浩之が担当。

## 歴代スタッフ

### 最終回時点
- ナレーション：菅原正志、梶原しげる
- 企画：久松定隆（電通）
- 構成：川崎良、高橋秀樹、安達元一、須平敦宣、野村正樹
- ＴＰ (テクニカルプロデューサー)：森野憲俊（以前はＴＤ (テクニカルディレクター)
- ＳＷ (スイッチャー)：島本健司
- ＣＡＭ (カメラマン)：長瀬正人
- ＶＥ (ビデオエンジニア)：塚本修
- ＡＵＤ (オーディオ)：石井俊二
- ＰＡ (パブリックアドレス)： 後藤龍幸（サンフォニックス）
- ＬＤ (ライティングディレクター)：石井健治（プログレッソ）
- 音効：田村智之（J-WORKS）
- ＴＫ (タイムキーパー)：大塚久子
- 編集：石丸健一（RVC）
- ＭＡ (マルチオーディオ)：松元祐二（RVC）
- 美術制作：栗田寛
- 装飾：中山大吉
- メイク：石坂智子（タモリ担当）
- 電飾：柴崎武人
- スタイリスト：木下克之（ガット　タモリ担当）
- ＣＧ：宮門裕（レフティーズ）
- キャラクターデザイン：西内としお
- フードコーディネーター：結城摂子
- ディレクター：酒井秀樹、宇賀神裕子、瀧田誠、石田年弘
- 演出：芳住昌之（イースト・以前はディレクター）
- プロデューサー：渡辺高志・北野弘（毎日放送）、波多野健・正垣吉朗（イースト）
- リサーチ：フォーミュレーション
- 協力：ニユーテレス、プログレッソ、RVC（六本木ビデオセンター）、ル・オブジェ・アール・スタジオ、服部栄養専門学校（佐藤月彦）、k-ten、Enesta
- 写真協力：毎日新聞社、共同通信社
- 収録スタジオ：TMCレモンスタジオ
- 制作協力：田辺エージェンシー
- 製作：イースト、毎日放送

### 過去のスタッフ
- ナレーション：木村匡也（初期クレジットは「Kyoya」）、大森章督、デイブ・フロム、徳弘夏生、荒川美奈子、櫻庭裕士、中田譲治、佐藤政道、ウォード・セクストン
- 企画：田辺昭知（田辺エージェンシー）
- 監修：竹島達修（監修に就く前は初代演出）、波多野健（監修に就く前はプロデューサー その後一時離脱し末期にプロデューサー）
- 構成：詩村博史、倉本美津留、水野しげゆき、小山薫堂、野村正浩、鮫肌文殊、高瀬真尚、樋口弘樹 → ひぐちひろき、松井洋介、柴田孝、野中浩之、三木聡、松本康男、細川徹、都築浩、海老克哉、中野俊成、堀江利幸、酒井健作
- ＣＡＭ (カメラマン)：花島和弘
- ＶＥ (ビデオエンジニア)：高瀬義美、西脇貴美孝
- ＡＵＤ (オーディオ)：間野目政孝
- 音効：有馬克己（東京サウンド企画 → ジャイロ）→ 田中寿一（J-WORKS）
- 編集：大内一学（RVC）、吉野雅久（RVC）
- ＭＡ (マルチオーディオ)：石沢英雄（ビームテレビセンター）、林光伸（RVC）、浮辺浩二（RVC）
- 装飾：林成利 → 松崎純一 → 鈴木喜勝（全員テレフィット）
- 衣裳：君和田悦子
- 結髪：塚越裕美
- クッキングスタイリスト：深沢えり子
- ＣＧ：神内悦郎（コミュニガ）、McRAY
- イラスト：綿谷寛
- 振付：山下健司
- 宣伝：山崎朋子（毎日放送）
- ディレクター：西滝順二 → 菊池計理、行田克彦 → 米田司、斉藤嘉久、笠原裕明、小松伸一（K-ten）、浦恵一、福島英喜、花土昌紀
- 演出：竹島達修 → 西滝順二、今井康之、菊池計理 → 安井健、上西浩之、手塚公一（中期までディレクター）、上川伸廣
- プロデューサー：岡田公伸（毎日放送）、白石統一郎 → 町田修一 → 林朋夫（電通）、奥村正、瀬崎一世 → 上川伸廣（イースト）
- リサーチ：フルタイム、オフィス文、フォーチュンスープ
- 協力：東通、貝印株式会社、カメイガラス、東京サウンド企画 → ジャイロ ※1994年10月から（現 スカイウォーカー）

## ネット局と放送時間
| 放送対象地域  | 放送局                    | 系列    | 放送期間                      | 放送日時             | 備考            |
| ------------- | ------------------------- | ------- | ----------------------------- | -------------------- | --------------- |
| 近畿広域圏    | 毎日放送（MBS）           | TBS系列 | 1994年4月12日 - 2002年9月17日 | 火曜日 22:00 - 22:54 | 【制作局】      |
| 北海道        | 北海道放送（HBC）         | TBS系列 | 1994年4月12日 - 2002年9月17日 | 火曜日 22:00 - 22:54 |                 |
| 青森県        | 青森テレビ（ATV）         | TBS系列 | 1994年4月12日 - 2002年9月17日 | 火曜日 22:00 - 22:54 |                 |
| 岩手県        | IBC岩手放送（IBC）        | TBS系列 | 1994年4月12日 - 2002年9月17日 | 火曜日 22:00 - 22:54 |                 |
| 宮城県        | 東北放送（TBC）           | TBS系列 | 1994年4月12日 - 2002年9月17日 | 火曜日 22:00 - 22:54 |                 |
| 山形県        | テレビユー山形（TUY）     | TBS系列 | 1994年4月12日 - 2002年9月17日 | 火曜日 22:00 - 22:54 |                 |
| 福島県        | テレビユー福島（TUF）     | TBS系列 | 1994年4月12日 - 2002年9月17日 | 火曜日 22:00 - 22:54 |                 |
| 関東広域圏    | 東京放送（TBS）           | TBS系列 | 1994年4月12日 - 2002年9月17日 | 火曜日 22:00 - 22:54 | 現：TBSテレビ   |
| 山梨県        | テレビ山梨（UTY）         | TBS系列 | 1994年4月12日 - 2002年9月17日 | 火曜日 22:00 - 22:54 |                 |
| 新潟県        | 新潟放送（BSN）           | TBS系列 | 1994年4月12日 - 2002年9月17日 | 火曜日 22:00 - 22:54 |                 |
| 長野県        | 信越放送（SBC）           | TBS系列 | 1994年4月12日 - 2002年9月17日 | 火曜日 22:00 - 22:54 |                 |
| 静岡県        | 静岡放送（SBS）           | TBS系列 | 1994年4月12日 - 2002年9月17日 | 火曜日 22:00 - 22:54 |                 |
| 富山県        | チューリップテレビ（TUT） | TBS系列 | 1994年4月12日 - 2002年9月17日 | 火曜日 22:00 - 22:54 |                 |
| 石川県        | 北陸放送（MRO）           | TBS系列 | 1994年4月12日 - 2002年9月17日 | 火曜日 22:00 - 22:54 |                 |
| 中京広域圏    | 中部日本放送（CBC）       | TBS系列 | 1994年4月12日 - 2002年9月17日 | 火曜日 22:00 - 22:54 | 現：CBCテレビ   |
| 鳥取県･島根県 | 山陰放送（BSS）           | TBS系列 | 1994年4月12日 - 2002年9月17日 | 火曜日 22:00 - 22:54 |                 |
| 岡山県･香川県 | 山陽放送（RSK）           | TBS系列 | 1994年4月12日 - 2002年9月17日 | 火曜日 22:00 - 22:54 | 現：RSK山陽放送 |
| 広島県        | 中国放送（RCC）           | TBS系列 | 1994年4月12日 - 2002年9月17日 | 火曜日 22:00 - 22:54 |                 |
| 山口県        | テレビ山口（tys）         | TBS系列 | 1994年4月12日 - 2002年9月17日 | 火曜日 22:00 - 22:54 |                 |
| 愛媛県        | あいテレビ（ITV）         | TBS系列 | 1994年4月12日 - 2002年9月17日 | 火曜日 22:00 - 22:54 |                 |
| 高知県        | テレビ高知（KUTV）        | TBS系列 | 1994年4月12日 - 2002年9月17日 | 火曜日 22:00 - 22:54 |                 |
| 福岡県        | RKB毎日放送（RKB）        | TBS系列 | 1994年4月12日 - 2002年9月17日 | 火曜日 22:00 - 22:54 |                 |
| 長崎県        | 長崎放送（NBC）           | TBS系列 | 1994年4月12日 - 2002年9月17日 | 火曜日 22:00 - 22:54 |                 |
| 熊本県        | 熊本放送（RKK）           | TBS系列 | 1994年4月12日 - 2002年9月17日 | 火曜日 22:00 - 22:54 |                 |
| 大分県        | 大分放送（OBS）           | TBS系列 | 1994年4月12日 - 2002年9月17日 | 火曜日 22:00 - 22:54 |                 |
| 宮崎県        | 宮崎放送（MRT）           | TBS系列 | 1994年4月12日 - 2002年9月17日 | 火曜日 22:00 - 22:54 |                 |
| 鹿児島県      | 南日本放送（MBC）         | TBS系列 | 1994年4月12日 - 2002年9月17日 | 火曜日 22:00 - 22:54 |                 |
| 沖縄県        | 琉球放送（RBC）           | TBS系列 | 1994年4月12日 - 2002年9月17日 | 火曜日 22:00 - 22:54 |                 |

## 報道特番による休止・変更
- 開始間もない1994年4月26日放送分は、同日に発生した中華航空140便墜落事故を速報する報道特番が入ったため臨時休止となった。
- 1995年1月17日放送分は同日に発生した阪神・淡路大震災を速報する報道特番が入ったため休止となった。
- 1995年5月16日放送分は同日にオウム真理教事件でオウム真理教教祖の麻原彰晃が地下鉄サリン事件の殺人罪等の容疑での逮捕されたことを速報する報道特番が入ったため休止となった。
- 2001年9月11日のアメリカ同時多発テロ事件発生時は当番組の放送直前であり、JNNにおいては開始とほぼ同時にニュース速報にて第一報が伝えられている。その後状況の変化に伴い22時37分をもって、当日放送回は放送を途中打ち切り[注 4]、23時から放送予定の「筑紫哲也 NEWS23」を急遽前倒し、拡大して放送した[3][注 5]。

## 関連番組
- ビートたけしのつくり方（フジテレビ）- 当番組の制作前にイーストの一部スタッフが制作していた。
- タモリの音楽は世界だ（テレビ東京）- 当番組同様にタモリ司会、電通とイースト製作による音楽バラエティ番組。